# Kanał Nowa Ulga

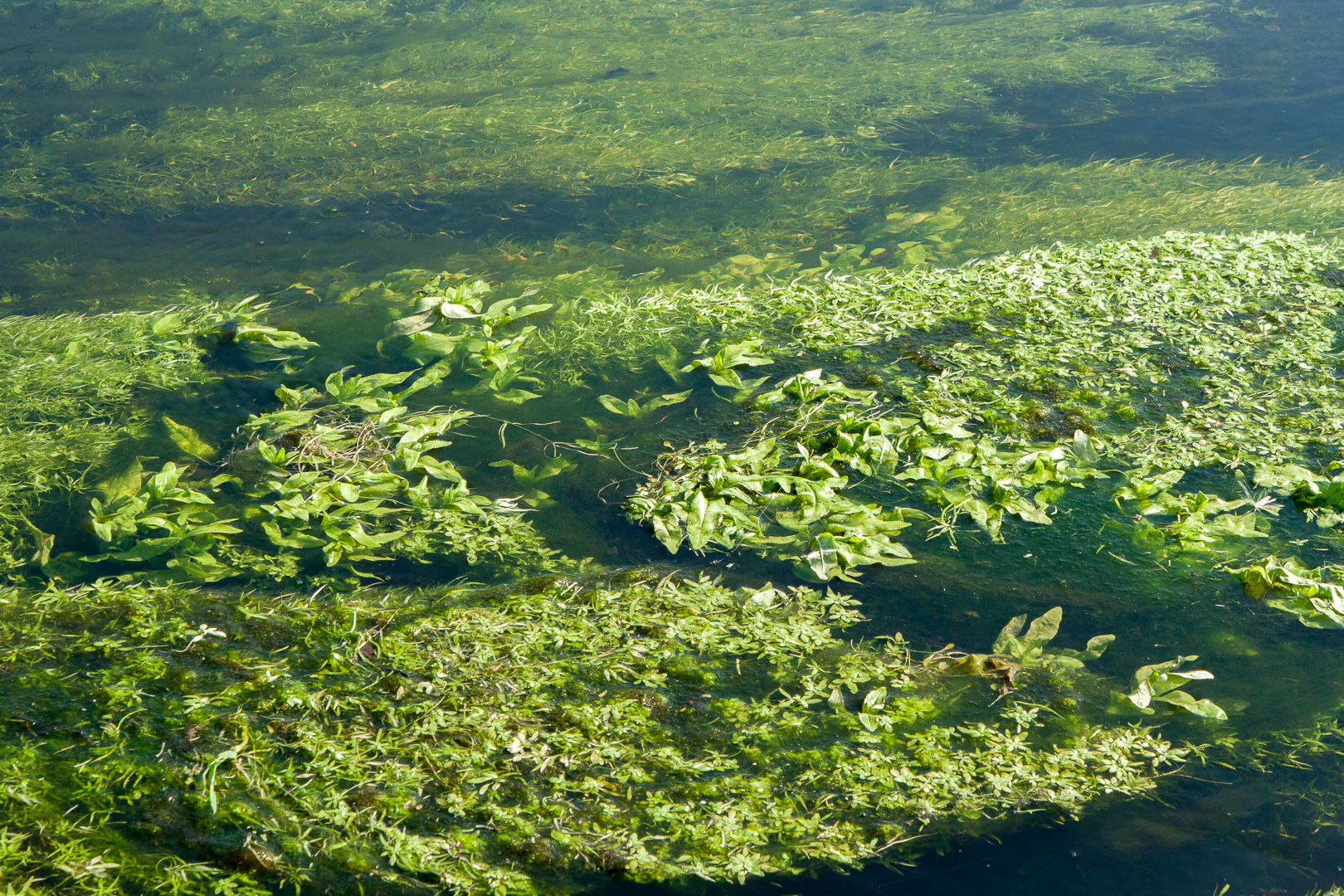
Kanał Nowa Ulga - roślinność wodna, gł. rzęśl.

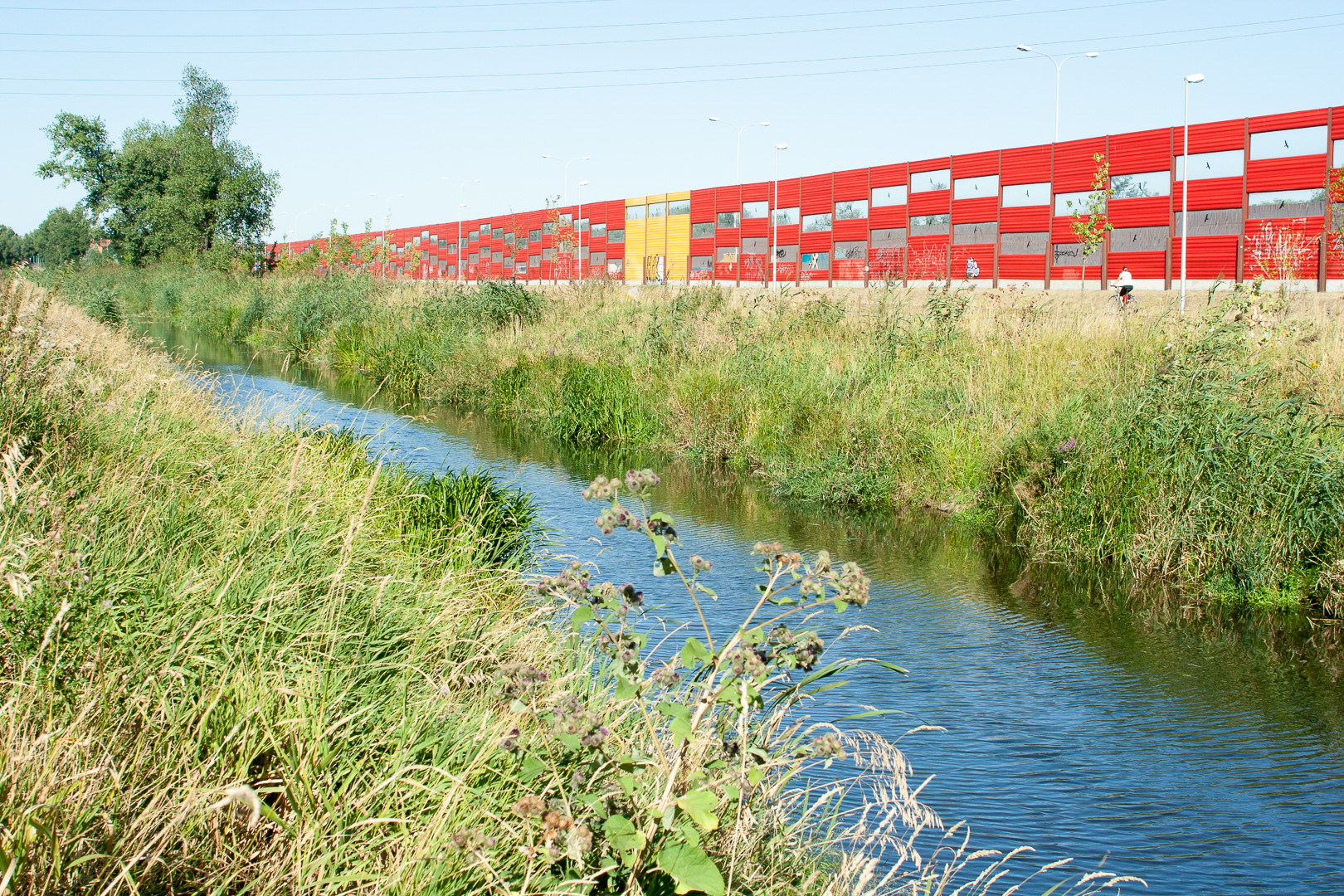
Kanał Nowa Ulga w stronę ul. Ostrobramskiej, na prawo Trasa Siekierkowska.

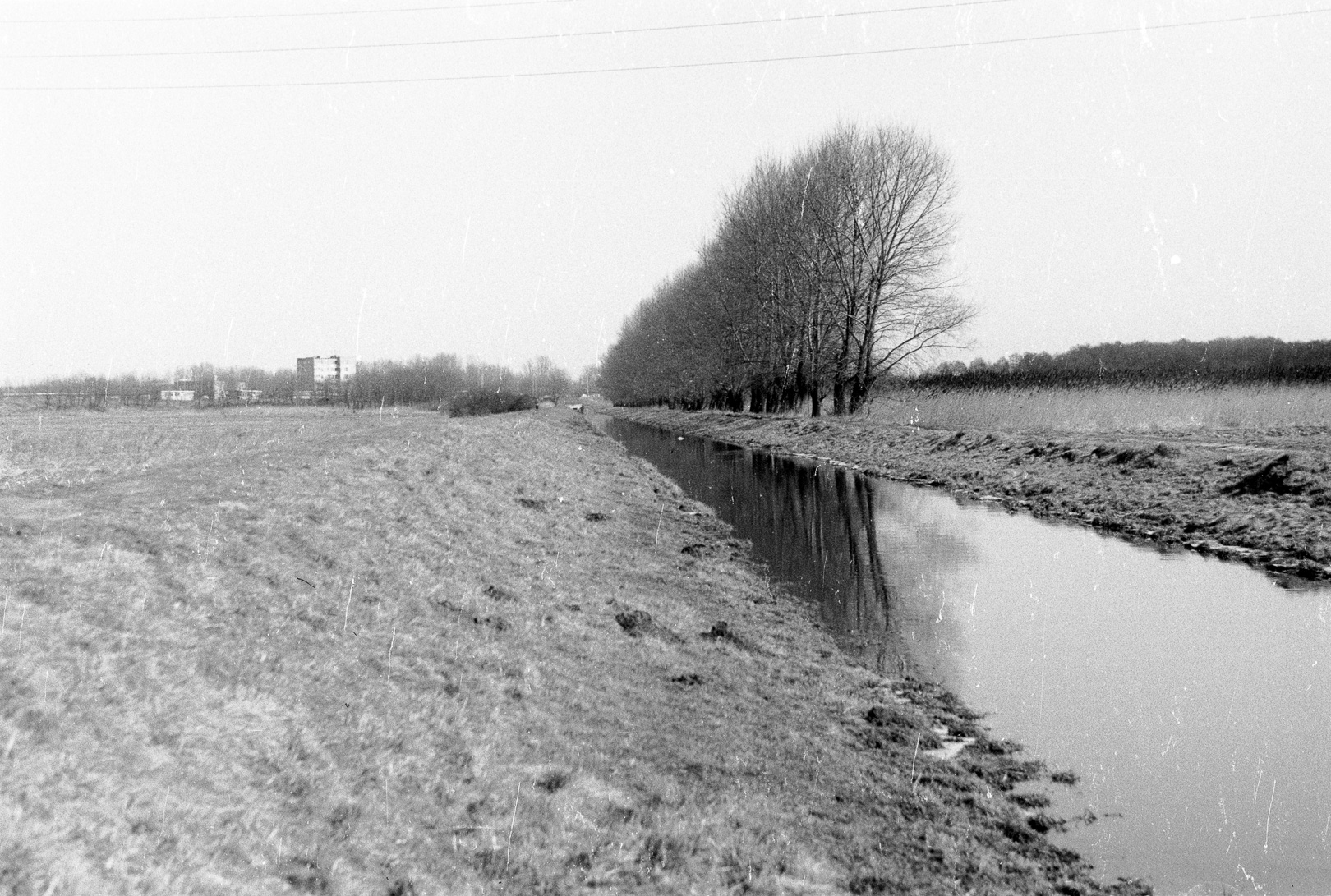
Kanał Nowa Ulga wiosną 1983 roku w stronę Ostrobramskiej.

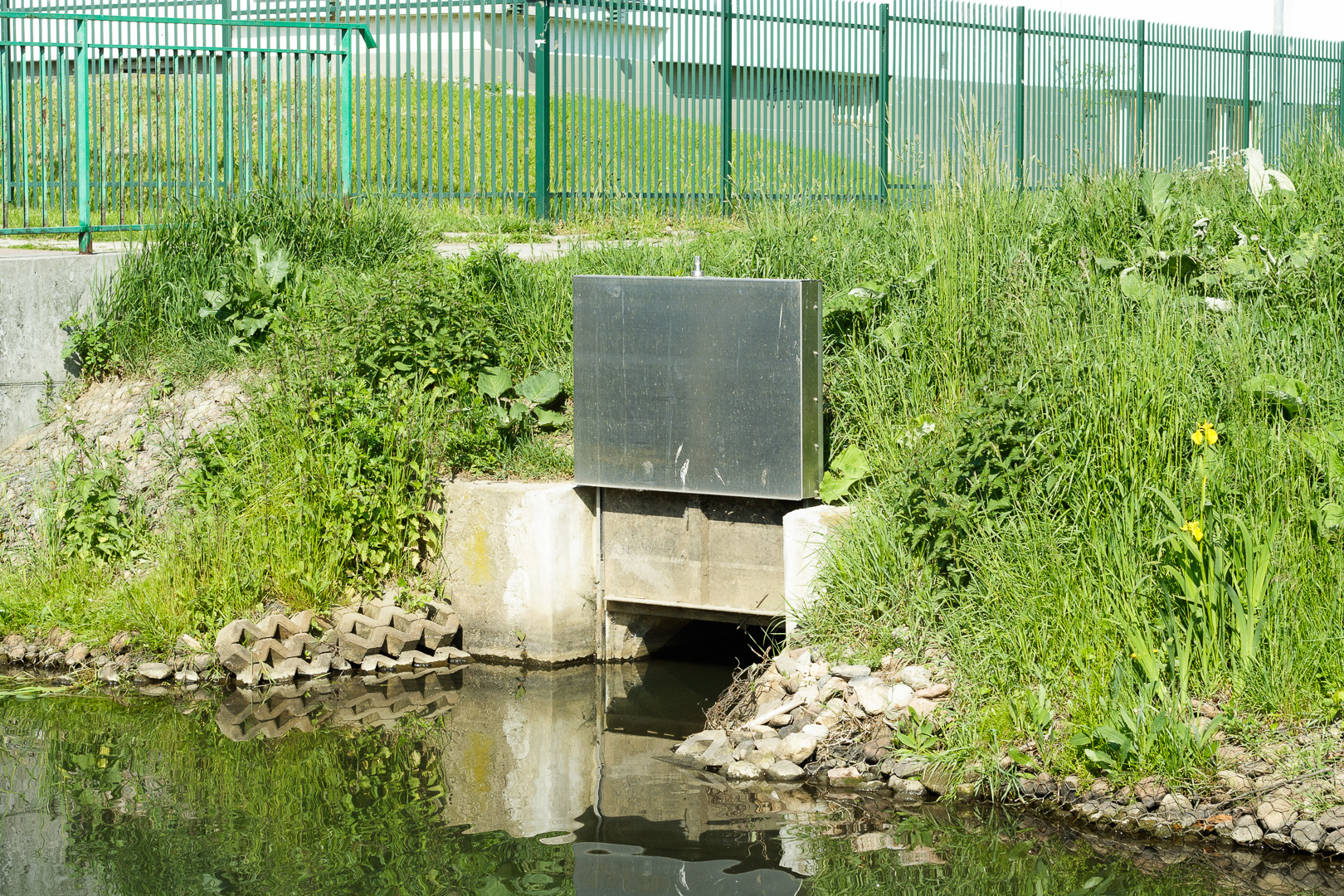
Przepustozastawka na Kanale Nowa Ulga zasilająca Kanał Gocławski.

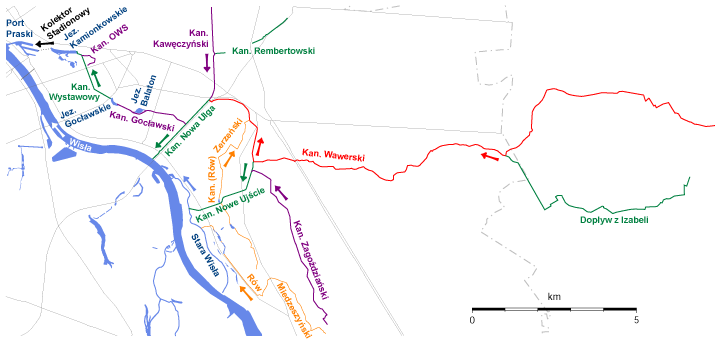
Kanały melioracyjne Niziny Wawerskiej - mapa.

Kanał Nowa Ulga – kanał w warszawskiej dzielnicy Wawer, będący przedłużeniem Kanału Wawerskiego, odprowadzający z niego wody do Wisły i częściowo do Kanału Gocławskiego. W będącym jego początkiem punkcie połączenia z kanałem Wawerskim uchodzi do niego również wypływający spod Ostrobramskiej od strony Olszynki Grochowskiej Kanał Kawęczyński. Miejsce to znajduje się u zbiegu tej ulicy i Trasy Siekierkowskiej. Wzdłuż kanału poprowadzono granicę między dzielnicami Wawer i Praga-Południe. Obok niego biegnie Trasa Siekierkowska.

## Nazewnictwo - kontrowersje
W wielu źródłach nazwą Kanał Nowa Ulga obejmuje się również poprzedzający go końcowy odcinek Kanału Wawerskiego, mniej więcej od miejsca oddzielenia Kanału Nowe Ujście w okolicy ulicy Lucerny,część.  i in..

## Historia
Kanał Nowa Ulga wraz ze stacją pomp we wsi Las – Bluszcze wybudowano w okresie międzywojennym w celu skrócenia drogi ujścia wody z Kanału Kamionkowsko-Wawerskiego do Wisły (odciążenia Jeziorka Kamionkowskiego) jako nowy Kanał Ulgi. Istniejący Kanał Ulgi biegł na Gocławiu w pobliżu Saskiej Kępy. Nazwa Kanał Kamionkowsko-Wawerski obejmowała m.in. wspomniany wcześniej końcowy odcinek Kanału Wawerskiego.

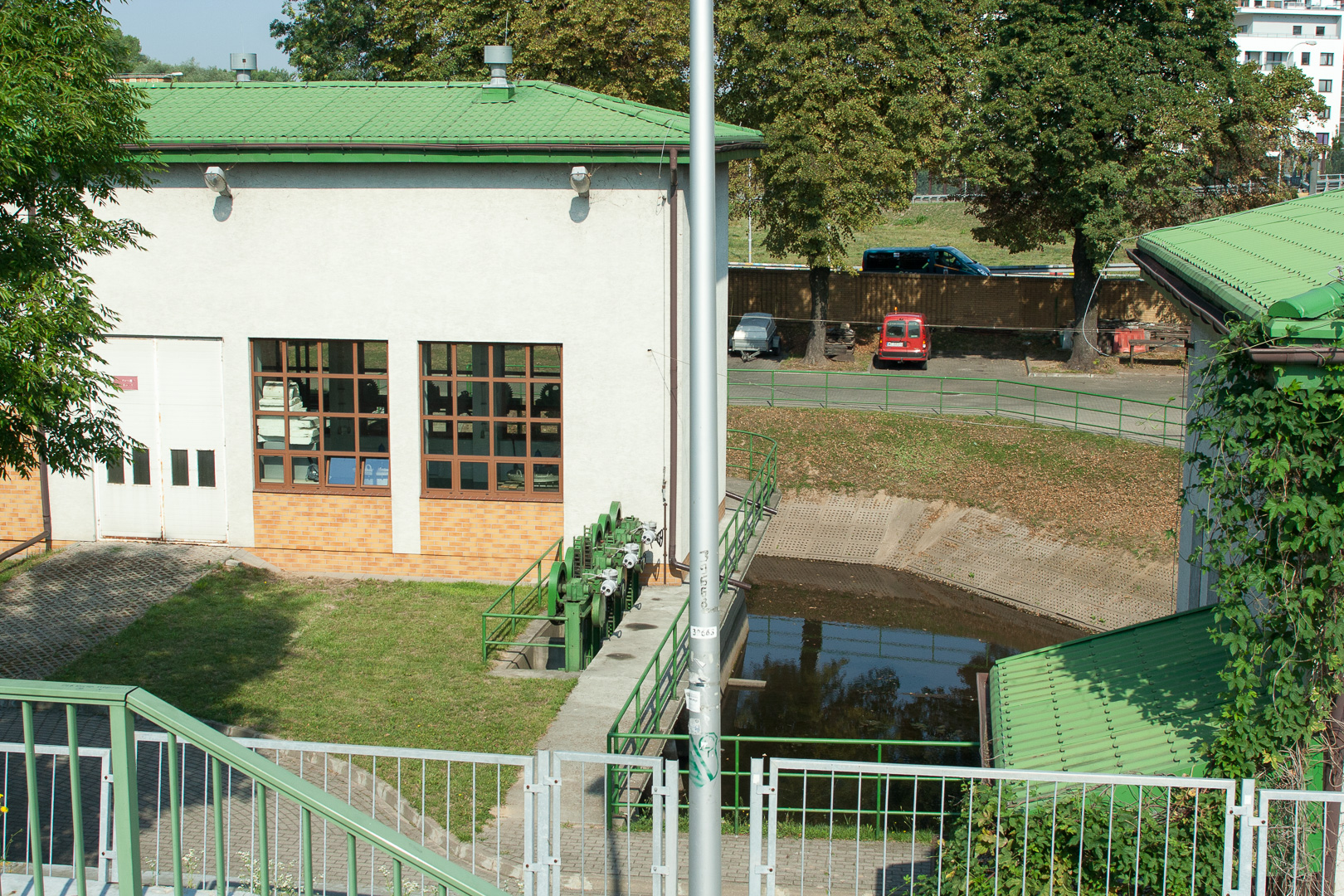
Pompownia (przepompownia) „Bluszcze”.

## Galeria

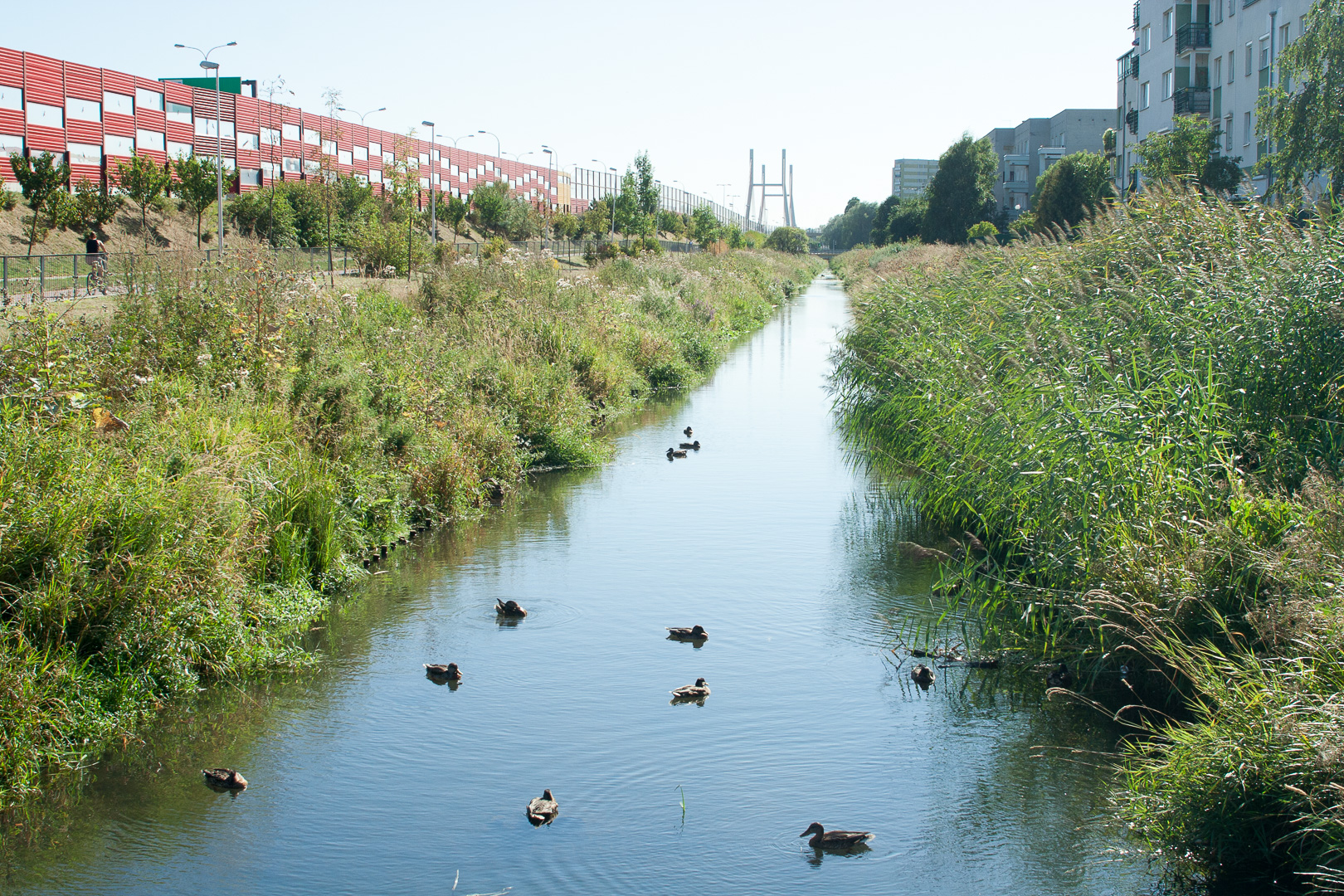
Kanał Nowa Ulga na Gocławiu, z lewej strony Trasa Siekierkowska.
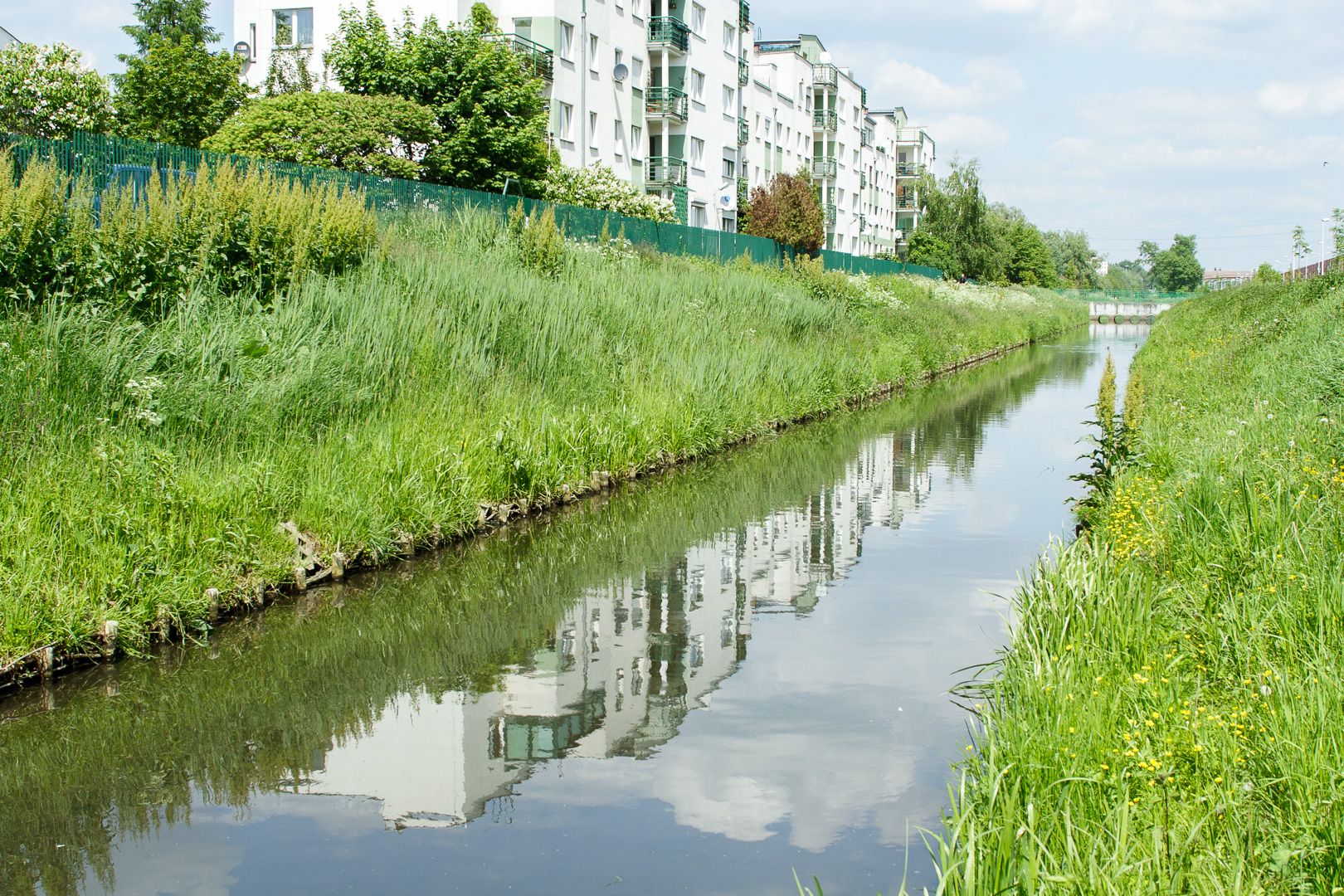
Ten sam odcinek w kierunku mostku.
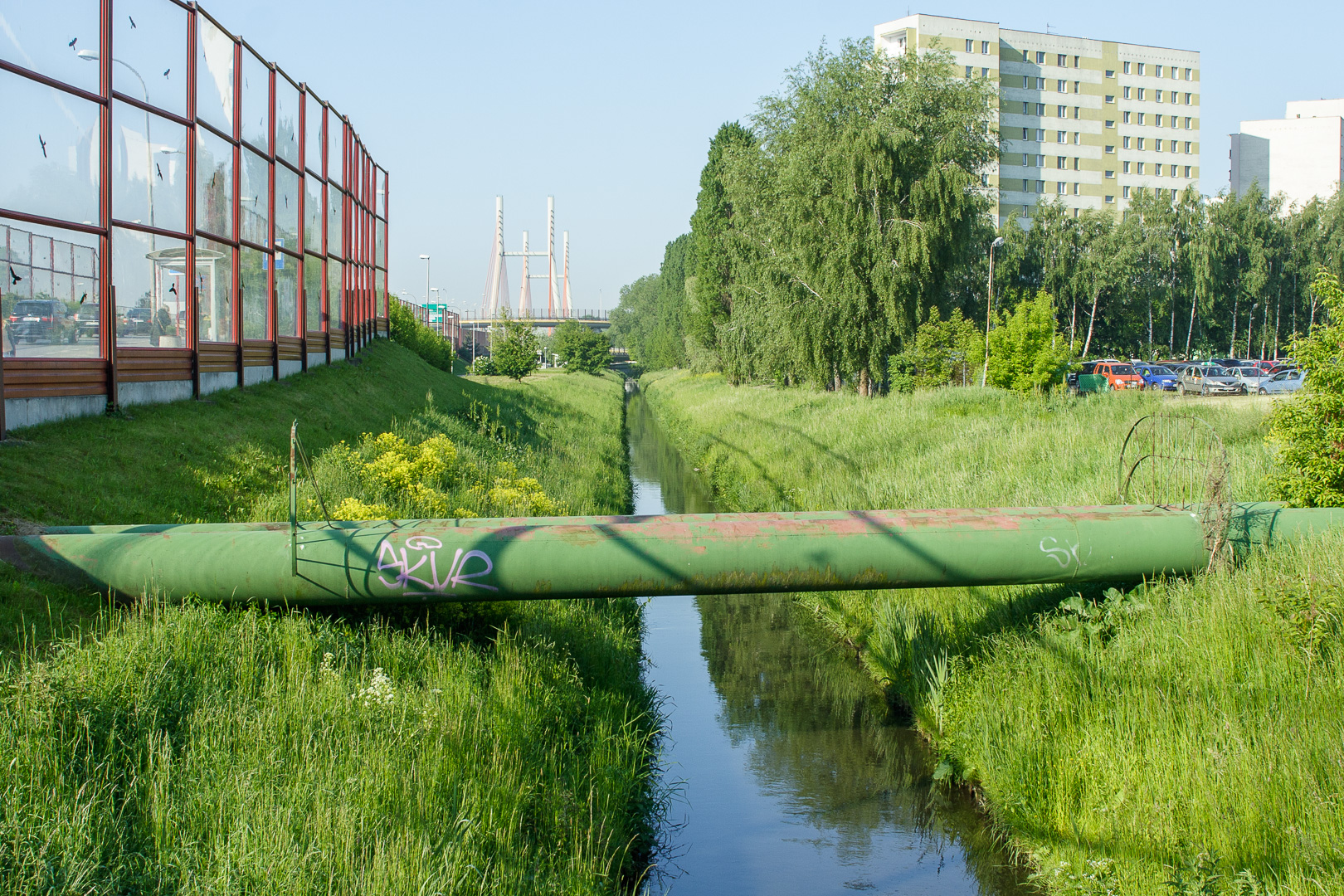
Widok w stronę Mostu Siekierkowskiego, z lewej strony Trasa Siekierkowska.
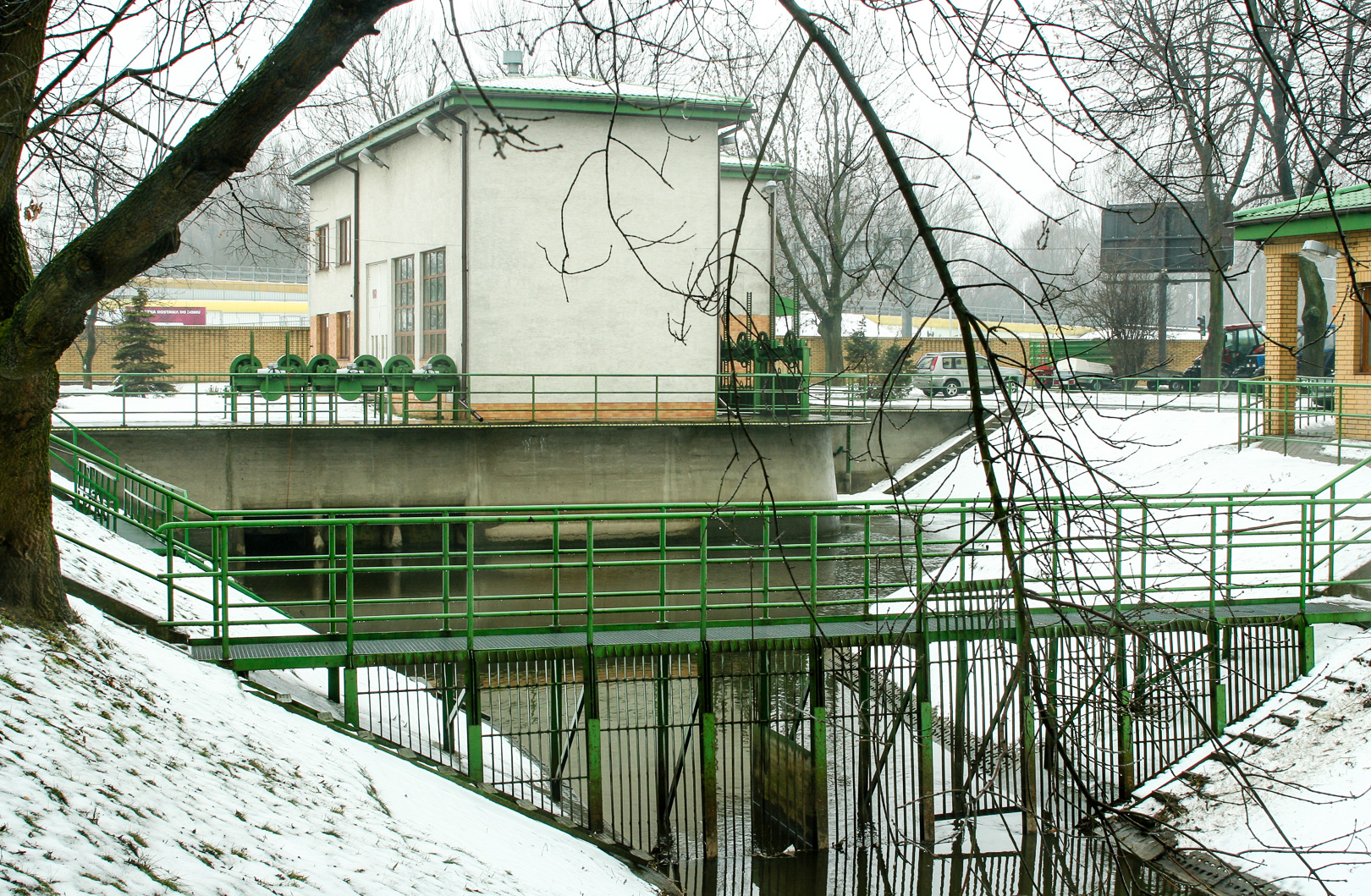
Kanał Nowa Ulga i pompownia (przepompownia) „Bluszcze”.
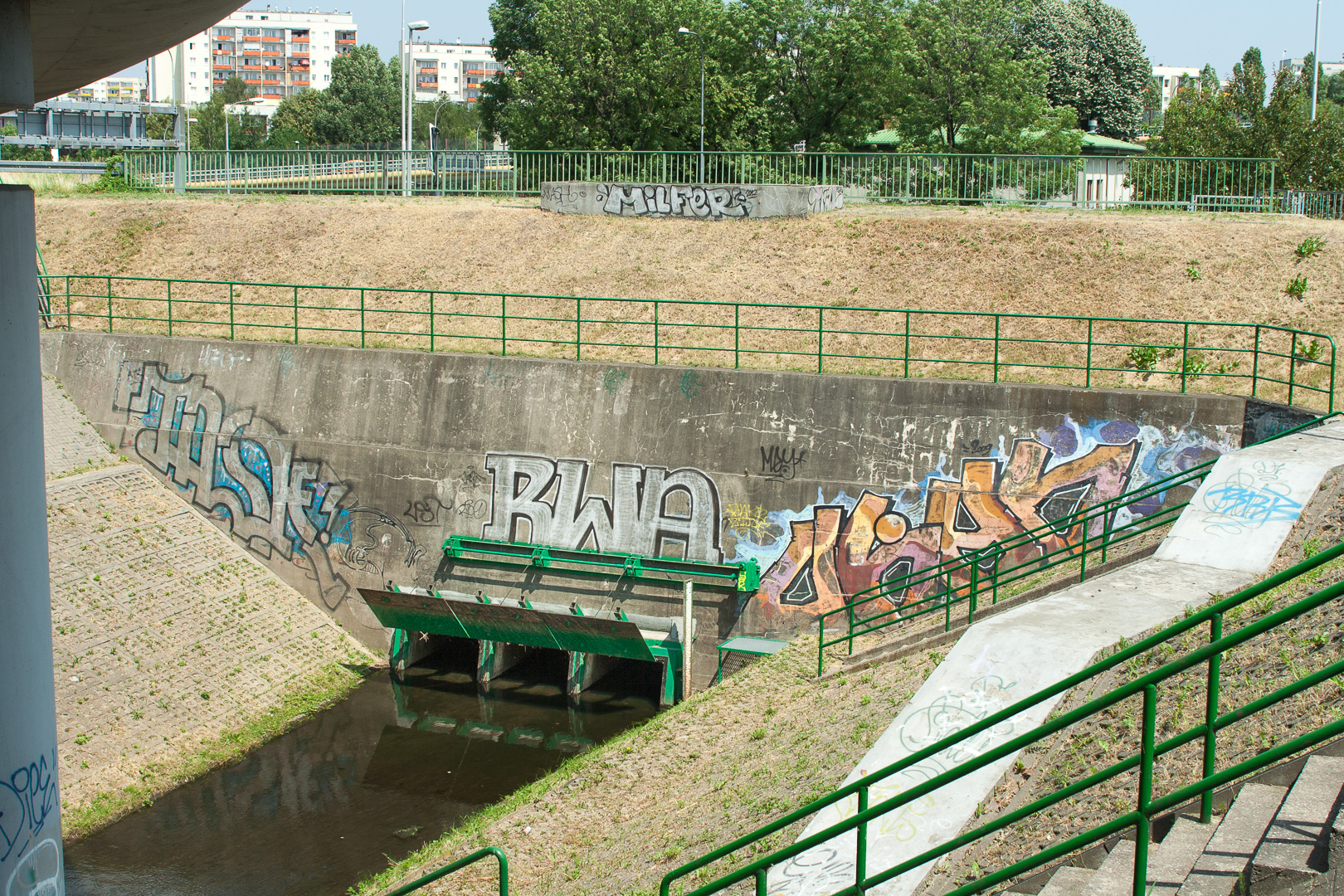
Kanał Nowa Ulga wypływający spod Wału Miedzeszyńskiego.
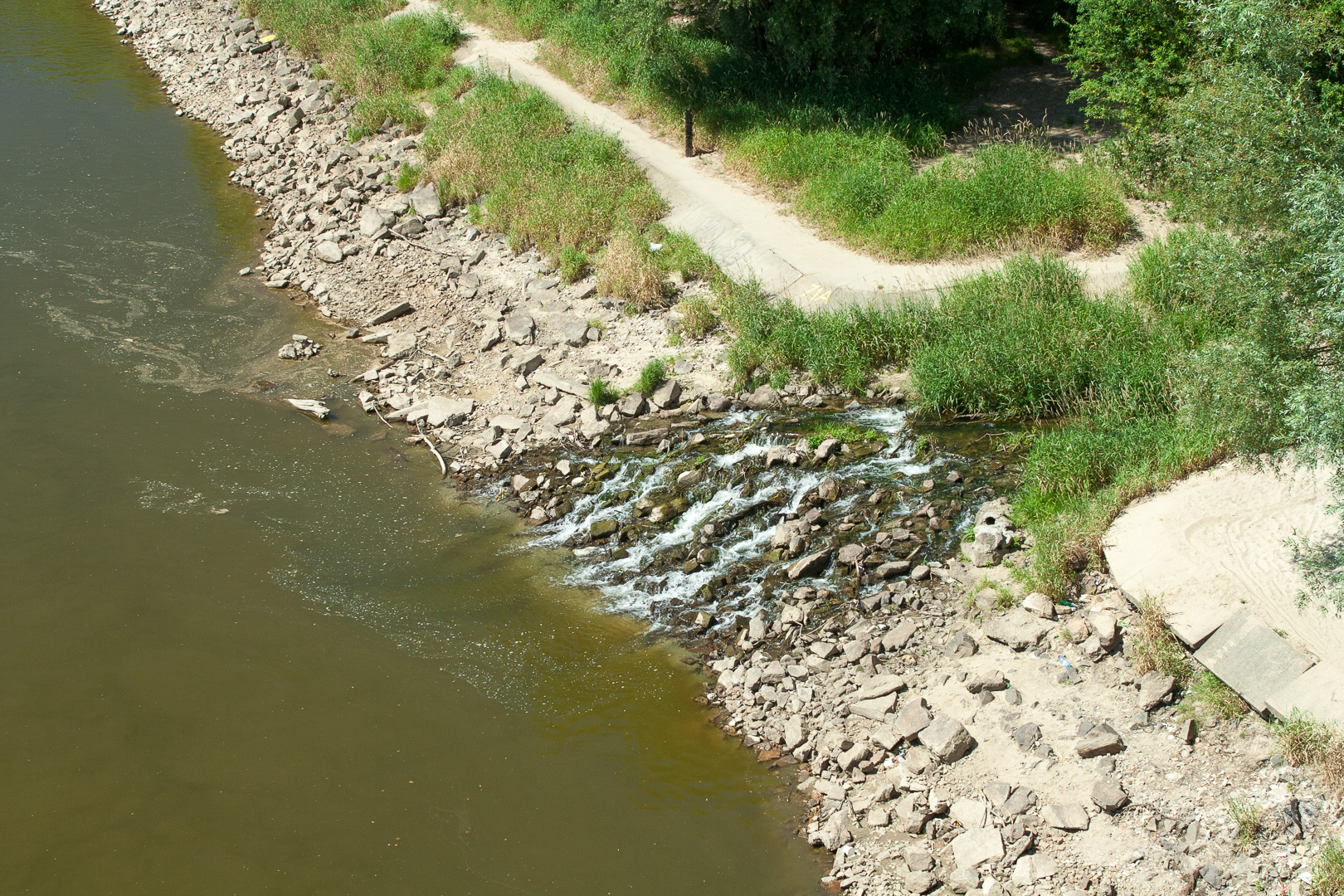
Kanał Nowa Ulga uchodzący do Wisły.